# 博物館の恐怖
『博物館の恐怖』（はくぶつかんのきょうふ、原題：英: The Horror of the Museum）は、ハワード・フィリップス・ラヴクラフト（以下HPL）がヘイゼル・ヒールドのために代作した短編小説。執筆された時期は1932年10月と推測され、初出は『ウィアード・テイルズ』1933年7月号である。
邪神ラーン＝テゴスについても解説する。

## 作品内容

### 概要
HPLがヒールド名義で書いた他の作品と同様に石化を題材とし、またクトゥルフ神話の世界観に基づく設定がほのめかされている。ストーリーには影響しないものの、ヨグ＝ソトースの像が虹色の球体の集積物として登場し、HPLがこの神の姿を作中で具体的に描写した唯一の例として知られている。
またHPLは本作にて、若年のフランク・ベルナップ・ロングが書いた『ティンダロスの猟犬』『恐怖の山』やオーガスト・ダーレスが書いた『潜伏するもの』の内容も輸入している。

### あらすじ
ロンドンのサウスウォーク・ストリートの地下にある、ロジャーズ博物館の特別室は、冒涜の神々の不快きわまりない蝋人形が展示されている場所であった。オカルトマニアのジョーンズは、館長のロジャーズと親しくなる。ある日、ジョーンズがロジャーズの話をデタラメと笑い飛ばしたところ、ロジャーズは機嫌を悪くする。彼は展示品の一部は人工物ではないとし、「自分は禁断の書物を調べ、北極の地下で眠る神を発見して持ち帰った」と主張し、遺跡の写真や、無惨に血を吸い取られた犬の死骸や、己が持ち帰ったという邪神像を見せる。やがて彼は神の神官を自称し始め、制止しようとしたジョーンズを臆病と煽る。そして2人は「ジョーンズが博物館で一晩逃げ出さずに過ごせるか」という賭けをする。
夜、博物館を訪れたジョーンズは、ロジャーズに不意打ちで失神させられ、神への生贄にされそうになる。だが、目を覚ましたジョーンズは無我夢中で反撃し、ロジャーズを縛り上げる。そのとき、邪神像が動き出してロジャーズに襲い掛かり、ジョーンズは死に物狂いで博物館から逃げ帰る。
2週間後、再び博物館を訪れたジョーンズを出迎えた助手のオラボーナは、ロジャーズが海外出張中であると回答する。さらに、オラボーナは、そのおぞましさから失神する見学者が続出して警察から展示を禁じられているという、新作『ラーン＝テゴスの生贄』を開示する。ジョーンズは、その神像の足元の犠牲者の頬にあの夜の乱闘でロジャーズが負ったものと同じ傷跡を見つけ、オラボーナがロジャーズの残骸を展示しているという事実を理解し、失神する。

### 主な登場人物
- スティーヴン・ジョーンズ - 語り手。オカルトマニア。
- ジョージ・ロジャーズ - 蝋人形師。もともとはマダム・タッソー館に勤務していたが、何らかの問題を起こして解雇された。その後、私設博物館を開き、幾つもの奇怪な蝋人形を展示している。後半では妄言と暴挙が甚だしく、完全に発狂している。
- オラボーナ - ロジャーズの助手。浅黒い肌の男。神像を目覚めさせることには反対しており、ロジャーズからは疎まれている。
- ラーン＝テゴス - 高さ10フィート（3メートル）ほどの神像であり、体毛から吸血する。アラスカの石造都市で仮死状態となっていたところを、ロジャーズとオラボーナによってロンドンへと運ばれた。後述。

### 収録
- 『クトゥルー1』青心社、東谷真知子訳「博物館の恐怖」
- 『ラヴクラフト全集別巻下』創元推理文庫、大瀧啓裕訳「博物館の恐怖」
- 『這い寄る混沌 新訳クトゥルー神話コレクション3』星海社FICTIONS、森瀬繚訳「蠟人形館の恐怖」

## 影響・評価
フランク・ベルナップ・ロングのクトゥルフ神話作品『恐怖の山』は、HPLと縁の深い作品であり、またプロットが類似する。
リン・カーターの『陳列室の恐怖』は、本作のタイトルを流用している。内容的には『永劫より』の方が近いのだが、カーターはHPL&ヒールドの作品である『博物館の恐怖』『永劫より』の2タイトルをよく混同していたという。
東雅夫は「邪神たちのリアルの像が並ぶ蝋人形館という舞台が醸しだす異様なムードが、邪神復活の狂おしい雰囲気を高めている。どこぞのテーマパークで実現させてもらいたい趣向ではある」と解説している。
朱鷺田祐介は、「（『ピックマンのモデル』など）クトゥルフ神話の一典型と言える堕落芸術家物」とした上で、「佳作」「実に素晴らしい出来栄え」と評されている。さらに本書はこの作品の注目ポイントとして「当時、ラヴクラフトの中で進行していたクトゥルフ神話統合化の波を象徴する」と述べている。他人の作品への添削であるという見方を重視すると、邪神ラーン＝テゴスの描写は「まさに、今までラヴクラフトが生み出してきた外宇宙神格の集大成である」と言い、続けて「セルフ・パロディであり、設定の共通性よりも恐ろしさと遊び心を優先したラヴクラフト的クトゥルフ神話の在り方を象徴するものである」と解説している。

## ラーン＝テゴス

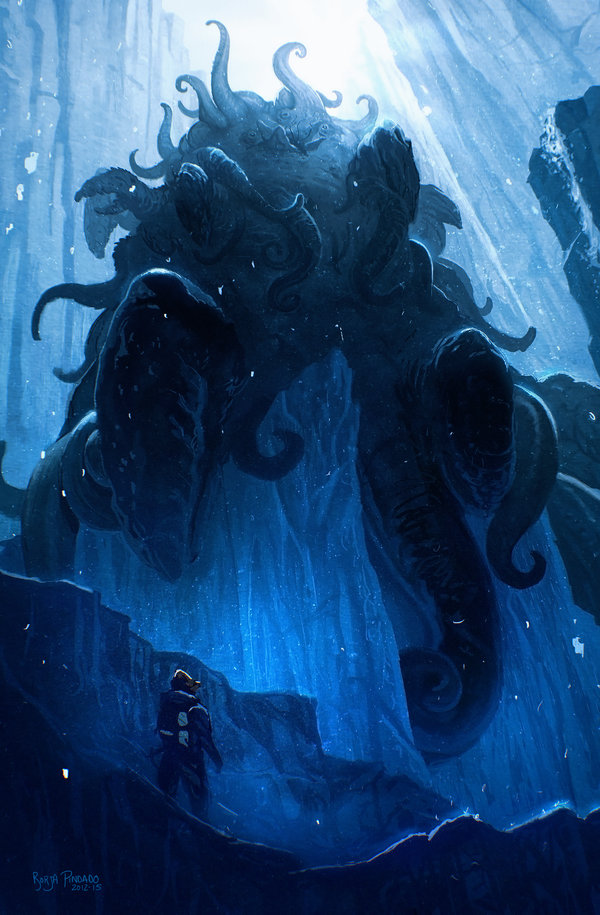
ラーン＝テゴス

ラーン＝テゴス（Rhan-Tegoth）。『博物館の恐怖』に登場し、以後、他の作家の作品でも言及されるようになる。

### 基本設定
HPLの創造した異生物の中でも特に複雑怪奇な姿をしていて、先がハサミ状の六本の足に丸い胴体、その上に丸い頭部があり三つの魚のような目、長い鼻がある。鰓を備え全身を覆う毛と思しきものは実は触手で先端に吸盤があり、そこから血を吸う。
伝説の邪神像たちを展示している博物館に置かれた異様な姿の邪神像として登場する。三万年前、ユゴスから連れて来られた存在で、ラーン＝テゴスがいなくなれば旧支配者の復活もあり得ないとされる……が、全て作中で狂人とされる人物の主張である。主人公は全て妄想と考えて聞き流していたが、その狂人が殺され、それで少なくとも邪神像が本物の怪物であることだけは判ったと言うのが話の骨子であるので、結局ラーン＝テゴスに関しては、その姿形と吸血の性質以外は不明である。

### 派生設定
フランシス・レイニーとオーガスト・ダーレスは、北極圏の存在であるラーン＝テゴスとノフ＝ケーを結び付け、ラーン＝テゴスの化身体をノフ＝ケーであるとした。
続いてリン・カーターが掘り下げを行い、ラーン＝テゴスをノフ＝ケーの神として描写する。『モーロックの巻物』では、ラーン＝テゴスを四大霊に取り込んで、大気の精ラーン＝テゴスと配下のノフ＝ケーは、大地の精ツァトゥグァと配下のヴーアミ族と敵対関係にあるとしている。
石像であることを強調したHPLとは異なり、カーターは実体のない大気の精であることを強調する描写をしている。
日本では「グイン・サーガ」の外伝第1巻『七人の魔道師』に、ラン＝テゴスという名前で言及がある。魔女タミヤが崇拝する古き神で、ヒキガエルの神と呼ばれる。

### 登場作品
- 博物館の恐怖（HPL&ヘイゼル・ヒールド）
- モーロックの巻物（リン・カーター）
- 七人の魔道師（栗本薫）